# Onside kick

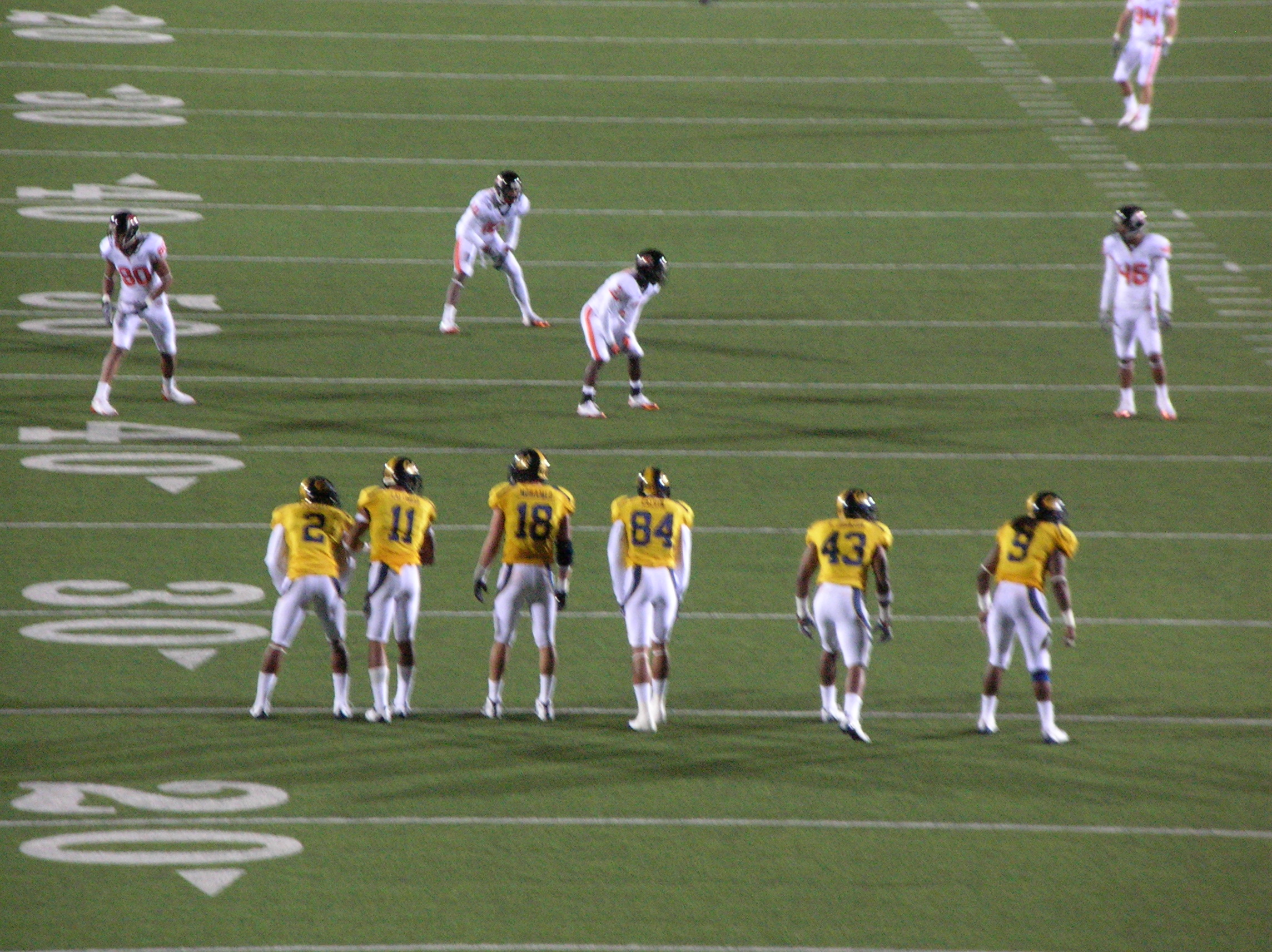
Durante um jogo universitário, um time tenta um onside kick, no que deveria ser um chute de devolução (kickoff), para manter a posse da bola. Repare como os jogadores de ambos os times se aproximam da linha da bola para aumentar suas chances de recupera-la

No futebol americano dos Estados Unidos e do Canadá, um onside kick (às vezes chamado de onsides kick) é um tipo de chute usado no kickoff ou em outro tipo de tiro livre, onde o time em posse da bola a chuta para lateral ao invés de devolver sua posse ao adversário. O onside kick é normalmente usado quando um time está perdendo o jogo e busca continuar no ataque já que depois de uma pontuação (touchdown ou field goal) o time é obrigado a devolver a posse de bola ao adversário a não ser que o time faça o onside kick.

## Regras atuais
Desde 1923, o onside kick sofreu várias transformações nas várias formas de se praticar o futebol americano. As exigências segundo as regras para um onside kick seja considerado válido são:
- O chute deve ser um free kick (um kickoff ou um safety kick que é chutado após um safety)
- O chute deve passar da linha de jogo do time que está recebendo a bola (normalmente uma distância de 10 jardas do ponto onde a bola é chutada), exceto se um jogador do time que está recebendo a bola tocar nela antes, sendo, neste caso, a bola de quem pegar.
- O time que chuta a bola deve apenas recuperá-la, não avançando mais que o necessário. Quando a bola é recuperada pelo time que chutou, a jogada morre e a partida se reinicia no ponto onde a bola foi recuperada.
- O time que chuta a bola não deve interferir (por bloqueio) a tentativa de um jogador adversário de recuperar a bola. O contato só é permitido após o primeiro contato com a bola.[2]